# 围龙屋

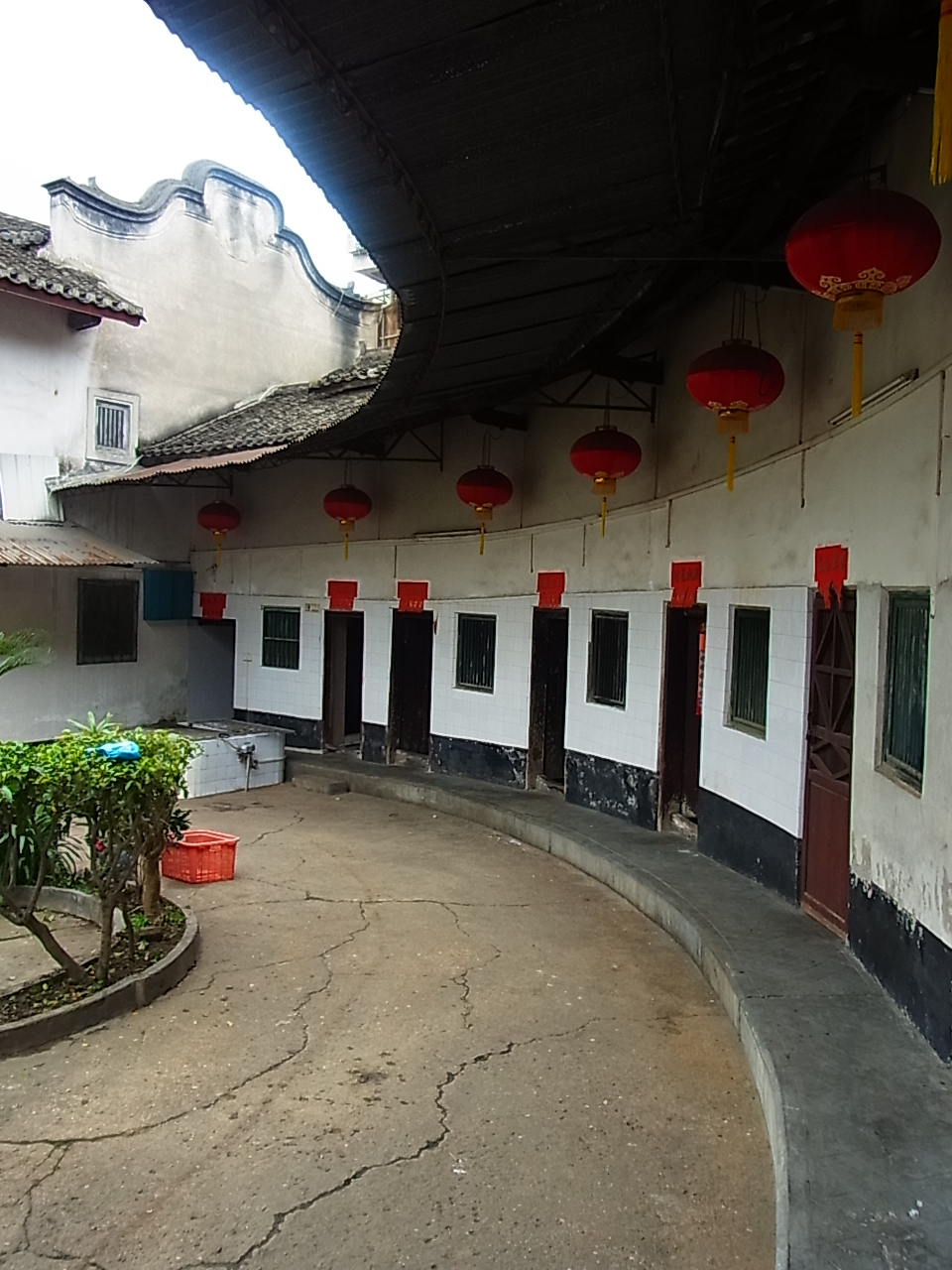
梅县围龙屋的一角

围龙屋是一種客家人獨有的圍樓形態建築，其分佈範圍非常廣泛，只要在客家人聚居之处，都能够见到围龙屋的踪迹，包括在中国大陆南方的廣東省、福建省、江西省南部，臺灣中南部的屏東、雲林、臺中市東勢，以至馬來西亞和新加坡都有踪影。
客家人爲了適應當地環境和氣候、滿足其生活需要，形成了集合了臥房、大院、廚房、練功房、武器庫、庭院、牌位室、神龕等多种功能的客家民居，是客家文化中的特色建筑，也是福建圍樓這一建築概念中數量最多的樣式:15。围龙屋始见于宋元、成熟于明末和清朝、鼎盛於中華民國大陸時期。狭义的围龙屋特指的是围龙式的围屋，而广义的围龙屋可以指各式的客家围楼或围屋。广义上的围龙屋的外形基本分同心圆形、半圆形和方形三种，此外也有椭圆形状的。围龙屋在中國大陸被稱作“中国五大民居特色建筑之一”。

## 名称
作為傳統客家民居，在不同地區又有不同的俗稱，例如：在江西稱其為“土圍子”，在福建稱其為“土樓”，在粵北稱其“四角樓”、“角樓”或“圍”，在粵東稱其為“圍龍屋”、“四角樓”，在深圳與香港一帶稱其為“圍”或“世居”，在台灣稱其為“夥房”、“围屋”、“转龙屋”、或“客家围屋”等等，因為別稱實在太多，而全華人世界也只有中國大陸的對此建築規定過官方上的名稱，因此本條目採取“圍龍屋”作為正式標題。

## 综述
客家围屋是一种极具岭南特色的典型客家民居建筑，与北京的“四合院”、陕西的“窑洞”、广西的“杆栏式”和云南的“一颗印”合称为中国最具乡土风情的五大传统住宅建筑形式。

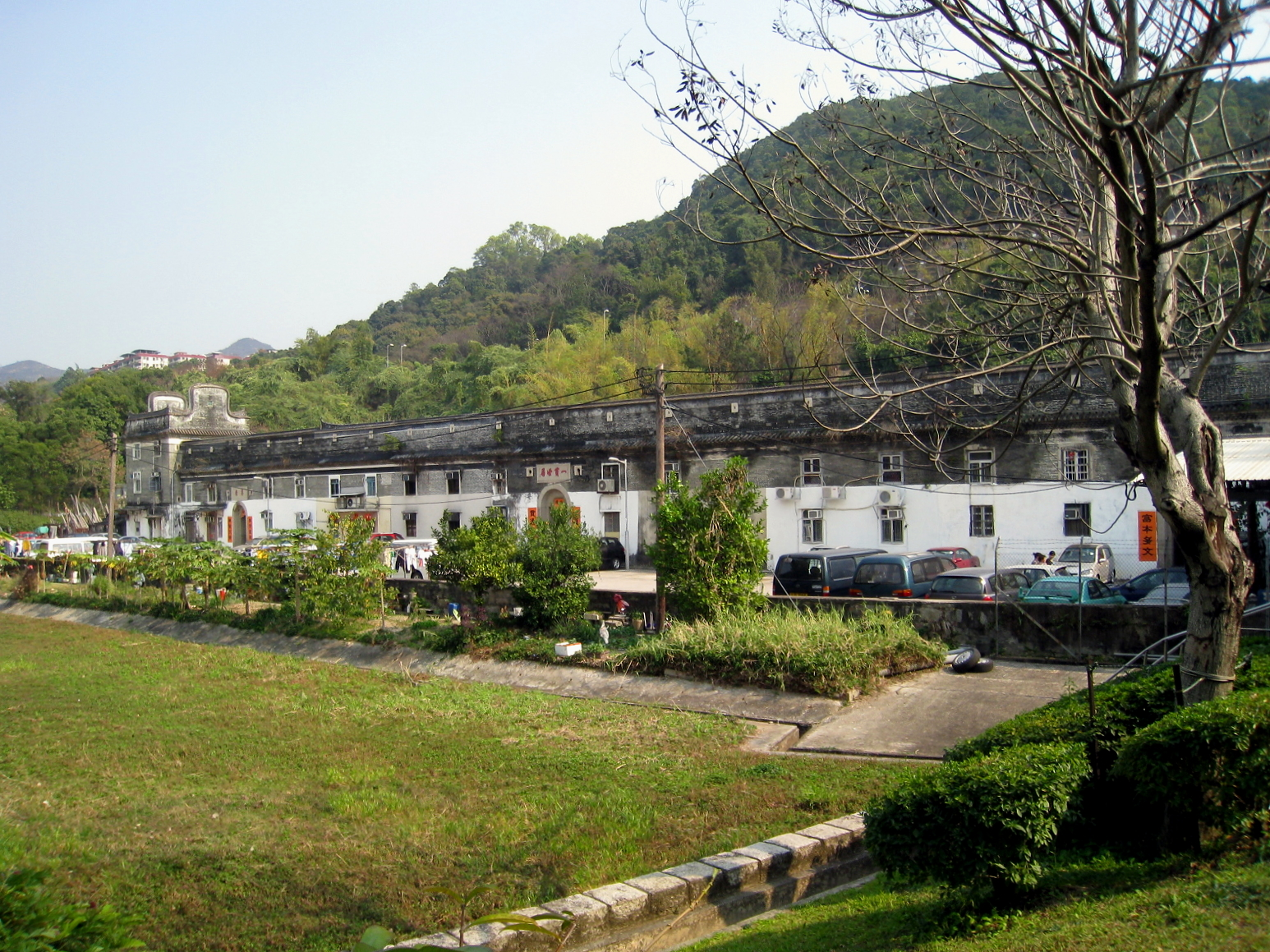
香港客家围屋-曾大屋

客家民居中较早建造的多为“围楼”和“围龙屋”，随后出现“走马楼”、“五凤楼”、“四角楼”、“穿堂屋”、“锁头屋”、“下山虎”、“多杠楼”、“殿堂式”和“中西混合式”等建造樣式。其中圆楼、方楼、走马楼、半圆楼和围龙屋属于豪宅户型，常爲商人巨贾所建；而普通的小户人家则以简朴实用为主，如“三堂屋”、“下山虎”和“锁头屋”等户型。这些建筑造型，充分反映了客家人的历史發展及传统民族文化之内涵，是中原宫殿式、府第式、四合院等民居建築形式的演变和发展。
客家人建造围屋，首先考虑将风水格局纳入围屋的整体形体轮廓当中，其中最常见的是“太师椅”形。根据椅形来划分屋子的各部分：前面的水塘如椅的脚垫，后边的围龙如同椅的靠背，屋宇两边如椅的扶手。可以发现，半圆形围屋的俯视图轮廓都是“太师椅”形。寓意家族人的生活如同人坐在太师椅上一样“四平八稳”，家族的社会地位“高高在上”。
围屋每层的房间结构及面积大致相同， 通常朝天井设一门一窗， 并利用楼内天井采光通风和调节四季阴阳。楼的东、西、南、北四个方向都有楼梯通向各层， 每层楼都设有门厅一间， 二层以上设“走马廊”联系各个房间。围屋底层一般作厨房、膳厅、会客室及放置农具的杂间； 二层作粮仓； 三层以上通风采光良好故多用作卧室； 楼下的大厅是全楼的中心， 为宗族议事、婚丧喜庆、宴请宾客、接待亲朋或举办其他大型活动的公共场所。有些大型土楼还在楼内修建学堂，以满足土楼里生活的孩子从小接受教育的需求。
围龙屋有大有小，因而其“围龙”也有多有少。小围龙屋有二堂二横一围龙的，较罕见。大多是三堂二横以上，如三堂四横、三堂两横、两堂两横，部分多至六横和八横的，横是随家族发展可要不断添加的，正屋也有多种结构，如“上三下三”、“上五下五”和“上七下七”等。。随着横的增加，围龙也不断增加。可以二横一围龙，四横二围龙，六横三围龙等，其规律是竖横以偶数增长，围龙以奇数增加。梅州兴宁有一座围龙屋，多达十横五围，十分壮观。堂也有多至至四堂和五堂的，但围龙的多少与堂的多少无关，只与横的多少有关。
客家民居都表现出对外封闭、对内开放的特性，因此客家人在建造围屋时就将日常所需充分考虑进去：把水井、晒谷场、菜地和牲畜房、果树和鱼塘等等统统纳入围屋建造范围，从而做到足不出户即可自给自足。 这使得一座围龙屋足以集中居住十几户、几十户甚至上百户人家。
梅州地区各县有各具地方传统特色的“二字屋”、“棋盘屋”和“合掌楼”等客家古民居。:15-16，还有已申报世界文化遗产名录的“花萼楼” “泰安楼” ，这些都是客家围屋的典型代表。

## 围龙屋的筑法与特性

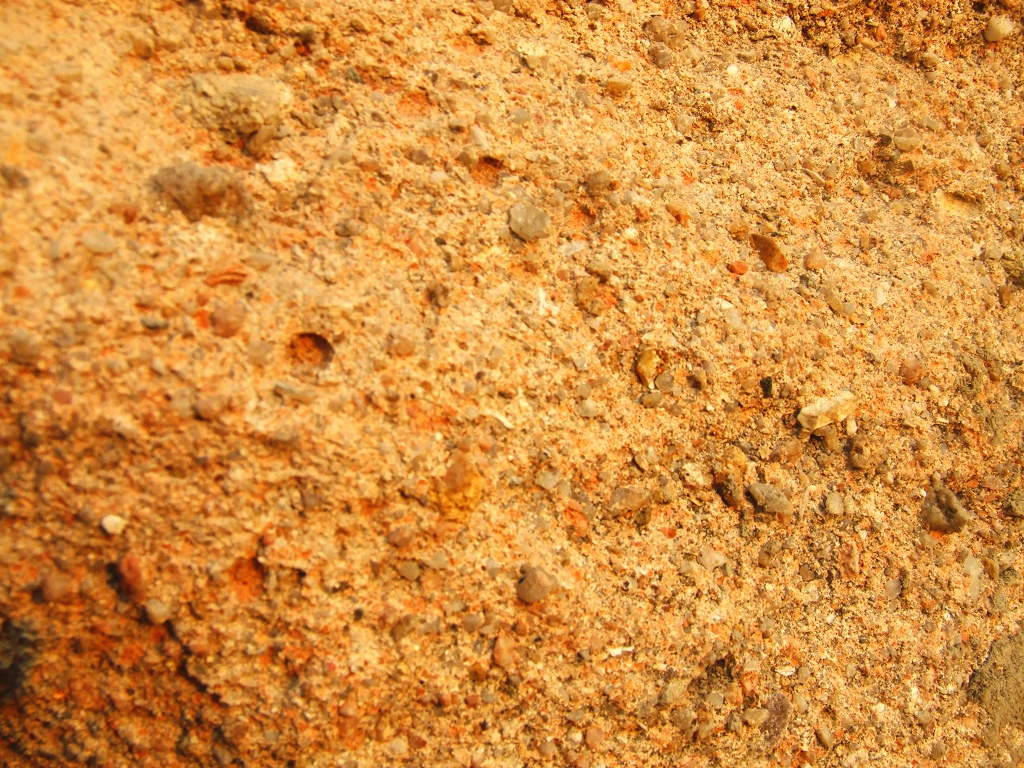
围屋土墙的表面

客家人为抵御外患，聚族而居，這种体型巨大的群体住宅便應運而生。客家人从实用观念和家庭伦理观念出发，采取外封闭、内敞开、对称发展、横向排列和前后组合成体的設計，使圍龍屋具有较强的防御性和實用性。围龙屋一般都有二三百年乃至五六百年历史。围龙屋的客家文化内涵十分丰富，建筑风格处处展示了客家的民风民俗和人文历史，是客家文化的重要象征。

### 筑法
客家传统围屋皆用版筑法建造。建筑者先挖墙沟，夯实，埋入大石为基，再用石块、灰浆砌筑墙基。其后，在墙基上用墙筛板相夹作模具，填入捣碎、筛净的红土和石子、石灰，举杵（墙锤）打实为墙，接着在墙面砌以泥砖，然后架上桁条并钉上角子、盖瓦，最后在内外墙用硬质实木制作的扬蹄抹上石灰，使其可抗风雨剥蚀，又洁白美观。建筑材料以粘土为主，辅以石灰砂浆、批挡以及其他结构用的木桁条、木阁板、瓦屋面和木门窗等，这些建筑物料都是当地人就地取材。:19

### 特性
与中国古代建筑相比，围龙屋的外形非常独特，小型的围龙屋像圆形，而规模比较大的围龙屋像椭圆形。围龙屋一般建在依山傍水的山坡或山丘下，之间相距数百或数十米，有的则坐落于山丘与耕地交接的坡地上，背山面田，前低后高，有利于排水、通风和透光。普通的围龙屋占地8-10亩，大围龙屋的面积达30亩以上，建成一座完整的围龙屋往往需要五年、十年，有的甚至更长时间。
它有着奇特结构和布局，蕴含着古代宫廷的神韵。客家围龙屋与当地的地理环境有着密切的联系，和中国的其他民居建筑一样，坐北朝南，这是为了抵御冬天从北方吹来的寒风，迎夏天吹来的凉爽的南风。楼顶采用陡峭的“人”字形结构，不仅外观美丽，更重要的是由于南方降雨较多，这种结构有利于迅速排水。围龙屋常建有比墙面突出1到2米的屋檐，避免排下的水沿墙面流下而破坏土墙的物理结构。围龙屋的墙壁设计呈三角形结构，下厚上薄，故异常坚固。与现代的楼房相比，围龙屋的外墙很厚，外层的围龙其墙体厚度甚至达1.5米。客家人就地取材，用粘质红土配以适量的小石子和石灰、少量的糯米饭和红糖混合成具有强粘滞性的“熟土”，筑城土墙并在其中埋入杉木枝条或竹片作为“墙骨”，以之筑起外墙，这使得墙体不仅具有钢筋混凝土的强度，还具有钢筋混凝土所没有的韧性，使得房屋拥有良好的防风与抗震能力。另外，这种厚厚的土墙还有调节室内湿度的作用，当室内过于潮湿时，土墙会吸收水分从而降低室内空气的湿度；当室内过于干燥时，土墙则会释放其吸收的水分来增加湿度。:20-21

## 围龙屋的建筑布局

### 整体布局
大部分围龙屋的前半部分是半月形的池塘，后半部分是残月形的围屋，池塘和房屋之间是禾坪（晒谷场）。最基本的围龙屋的结构是“两堂两横一围龙”，而大规模的围龙屋是在此基础上逐步增加的。从一个屋的规模也可看出某家族的人丁兴衰。尽管规模不尽相同，但围龙屋的基本设施都“麻雀虽小，五脏俱全”。主要包括:风水塘、禾坪、大门、斗门、伸手、正堂、花胎、龙厅、排水沟、走廊、天井、巷道、正屋、花厅、花阶、围屋、杂屋、厕所和畜棚等。
建筑结构前低后高，错落有致，主次分明，有利于采光、通风、排水及排污。关闭了通向外界的大门，这里就是一个自给自足的小社会，规模较大的围屋可供百多户人家同住。

### 堂屋、横屋和围
围龙屋的主要部分是府第式的堂横屋（即“堂屋”和“横屋”）。所谓堂屋，就是位于建筑中轴上的方形厅堂，一般都在三堂两横以上。三堂为上堂、中堂、下堂，又叫三进或三串。
上堂，俗谓“祖公厅”，即宗祠，用以设祖宗牌位和祭祀香案，自上堂前面逐级降低，显祖宗之尊贵。
中堂供族人聚集庆典之用，是宗族举办各种礼仪活动的场所；在封建社会没有公办学校，中堂亦作为宗族书室，即书房，请私塾先生负责教育后代，大型的书室称“书院”。
下堂进深小，呈长方形，为门厅，婚丧礼仪时作神坛和轿夫席位。厅与厅之间有屏风相隔，屏风分一个正门和两边侧门成品字形，正门用柱础撑起雕刻的石柱或木柱，正门上方的横匾刻有堂号或家风，以勉励后人。上厅在檐和厅口装有木雕的檐屏。富裕人家往往会花大笔资金，精心设计屏风图案，厅中安装豪华的罩灯和宫灯，屏风与墙之间安置雕花的木屏和雕刻的龙柱（雕刻有龙的图腾的石柱），显得金碧辉煌。
所谓两横，是指三堂两侧上下连排的房门对着堂屋的横屋，堂横屋间以天井相隔，又以走廊相连。横屋一般与堂屋成对称结构，或依建筑规模分横、四横、六横或八横不等。横屋视其长短需要设有厅，俗谓“花厅”，是公共会客厅。
所谓“围屋”是指堂横屋后面半月形的围屋，一般作厨房、仓库、厕所、猪圈和鸡窝之用，而中间那间则是龙厅，它正对“祖公厅”（上堂），较两边的房间略大，作祭拜神明之用。

### 花胎
围屋与堂横间的半月形斜拱地面称“化胎”（俗称花胎、花头），一般镶有鹅卵石，此处可作晾晒东西的活动空间。这种半圆形龟背造型有利于排水和灌溉。化胎是围龙屋重要的文化符号之一，其功能俗谓主管“丁”，寓意为祈祷宗族人丁兴旺，有化育万物的之意，是全屋的风水宝地。故化胎的坡面斜度、形状和朝向也要由风水师依据建屋者的生辰八字决定。较为讲究的花阶把两角做成三级台阶，根据客家人的风水观，花阶的尺寸即使是少了或者多了一厘米也会影响到子孙后代的运气和屋主的财运。
在正屋与化胎之间，开一深沟，作为围屋与正屋的分界，其主要作用在于排水，以免正屋潮湿。靠化胎部分筑有护墙，在护墙与围屋中轴线的交汇处，立有五颗形状不一的石块，俗谓“五星石伯公”，安放“五方龙神”位。其按五行八卦中的五行即：金、木、水、火、土来排列，因客家人认为它们是构成宇宙万物的五种基础元素，围龙屋拥有了这五行，便拥有了与大千世界一致的结构要素和结构秩序。道、阴阳、天、地、人等概念已化为围龙屋的内在灵魂，被有机地融合在建筑要素中，寓意着家族之兴旺与人才辈出。:21-22

### 门
堂横屋正面一般都依横屋开有侧门，有多少横就有多少个侧门。禾坪前方的大门称为外大门（俗称“斗门”），斗门分左右两扇，左右斗门的根本区别在于：左边的大门比右边的大门更高、更宽敞。在平时，左斗门是不能开启的，住户们都是从右边的斗门进出，只有当家中来了身份显赫的达官贵人或家族要操办大喜事，如迎亲或族中长辈来临时方可敞开左斗门迎接贵客，它象征客家人的传统礼节。
禾坪与屋宇之间的大门是屋宇的正门，位于屋宇中轴线的正前方。大门的侧边还有出入方便的小门。
围龙屋的大门都做得非常牢固，门板的木料很厚实，并且多设置两个以上的门闩。两扇门板还带有企口，一扇凸起，一扇凹进，对应关紧以后，两扇门板之间将严丝合缝，从外边几乎不可能将门闩挑开。:22

### 禾坪、风水塘、伸手、水井和风水林
在堂横屋门前有长方形的禾坪（或叫晒坪），可作晒谷物和其他农作物之用。亦可作为逢年过节和婚丧事宜的活动空间。禾坪的宽度十分讲究，一般与正屋高度一致，尺寸由特有的一种“鲁班尺”测量吉凶后而定。
禾坪前有半月形的池塘，称为“风水塘”。池塘可用来蓄水防旱和养鱼灌溉，兼具一定的调节屋宇周围气温的作用以及蓄水灭火的功能。在客家人的风水观念中，水塘之水是宗族藏风聚气之处，俗谓水主管“财”。池塘可随围屋的扩建而进行人工扩大，客家人认为其建造宽度必须超过分别位于左右侧门边上的两个狗洞之间的距离，才能保证风水“不外流”。如果从空中俯视会看到围龙屋前有半月形水塘，后有半月形围屋，两个半月结合，包围正屋，在数学上形成一个呈圆形的几何图案，让围屋的轮廓构型显得非常和谐。在风水学上，这两个“半月”便成了“天圆”，而堂横屋又成了“地方”，塘水深陷属阴，化胎高亢属阳。如此整个围龙屋便可谓阴阳调和，天圆地方。可见这种建筑充分展示出了客家人追求道教上天人合一的理念。
在池塘前进入门坪处，左右横屋各伸出两间或四间，两斗门则会在请风水师择方位后建于横屋两边伸出的部分，而左右斗门与外围墙相接的部分，就谓之“左右伸手”。
客家民居无一例外地都有一口水井。只是水井的建造方位会因建筑环境的差异而有所不同，大部分水井被安排在右伸手附近。水井也兼有水塘的部分作用，但还可直接作为饮用水源。
此外，围龙屋后面有风水林，一般种植有耐贫瘠、生命力较强的红栲、楠木和竹类等树木，起着固水土、挡风沙、调节气候和美化环境的作用。:22

## 围龙屋的种类

### 围龙式围屋

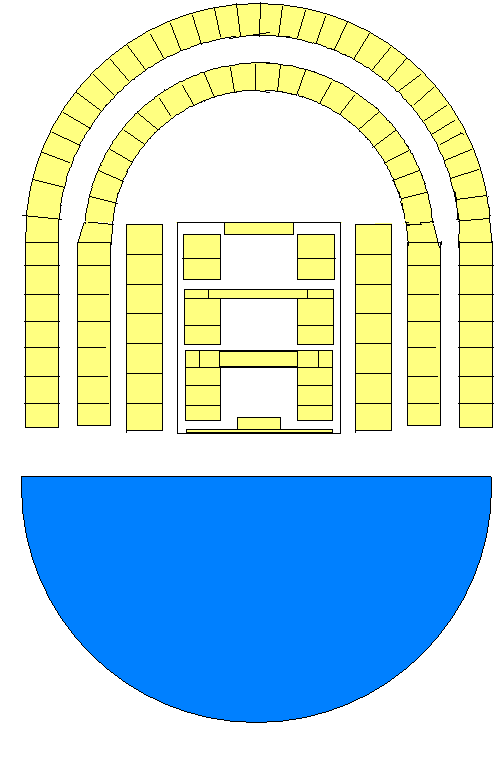
围龙式围屋的结构示意图

又称半圆形围屋，是广东客家民居中数量最多的一种围屋。主要分布在广东省的兴宁市、梅县等地，在东江流域以至珠江口流域的深圳和香港也都可以见到。是一种类似中原府第风格的殿堂式民居建筑，是客家围屋中最常见的一种构型，是集中国传统礼制、伦理观、阴阳五行、风水地理观、哲学思想及建筑艺术于一体的典型民居建筑。
此类围屋一般背靠山坡而建，其结构以中间的正堂或堂屋为基准。正堂一般是二进至三进，呈方形结构，分为上堂、中堂和下堂（三进）。正堂左右两旁有同样是方正结构的横屋，简称为“横”。自正堂向外以同心 (几何)半圆形的房屋结构一层层扩张，其后围部分建成马蹄状，叫“围龙”，每一层称为一“围”或一“围龙”。围龙的层数和一侧横屋的排数一般是相等的。普通的围龙屋有“两堂两横一围龙”（中间有个正堂、两侧各有一排横屋、对应一层围龙）、“三堂二横一围龙”、“四横一围龙”（一围龙对应两排横屋）、“四横双围龙”（两层围龙）等等，最多可达“十横五围龙”之多。围龙屋前一般会有一个半圆形的人工水塘，使得其俯视效果总体如同一个太极的图案：陆上屋为阳，屋前水为阴。这也是客家文化中的风水理论的体现。

一个进士第围屋正门

围龙式围屋采用漢民族传统建筑工艺中最先进的“抬梁式”和“穿斗式”混合结构，布局严谨，讲究座向，主次对称，外型堂皇美观，具有较高的美学价值和实用价值。

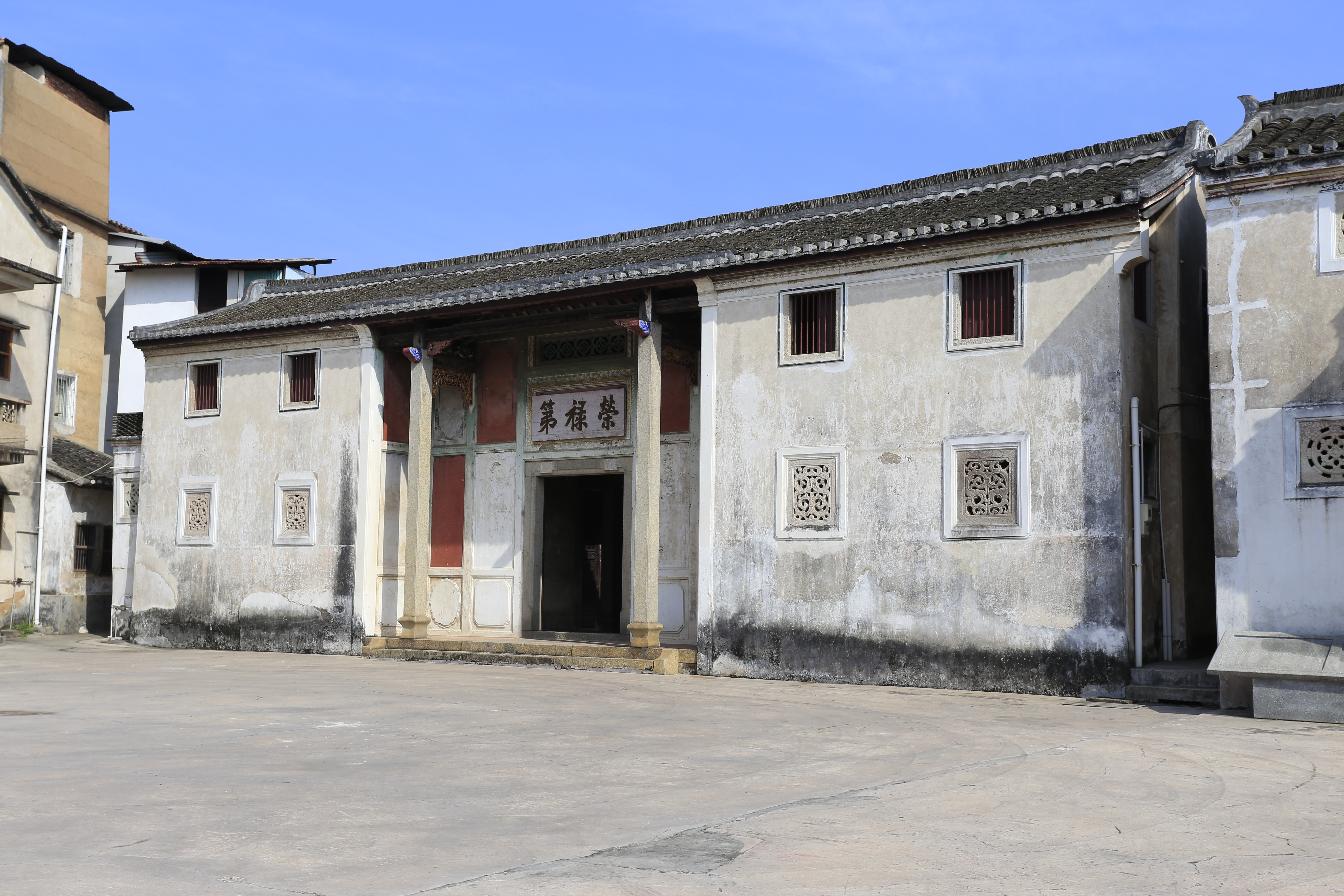
梅州黄遵宪故居“荣禄第”

具有代表性的围龙式围屋建筑有梅州大埔县黄塘乡的张弼士故居“光禄第”、黄砂乡的“进士第”、梅县松口镇的“仁厚温公祠”以及铜琶村的“荣禄第”等。:16

### 方形围楼
方形围楼有形式多样，如闽西的方形土楼和粤北的方形碉楼等。方形围楼通常呈正方形和长方形。闽西的方形土楼，是指用数层高的夯土墙于四周围合，围内各层多为木结构的通廊式住房，其中心为一矩形内院。这种围楼对外封闭、对内敞开，外观庞大，如同一座土堡。
这种方形围楼在与闽西邻近的广东饶平、蕉岭、大埔和丰顺等地有零星分布。

### 圆形围楼

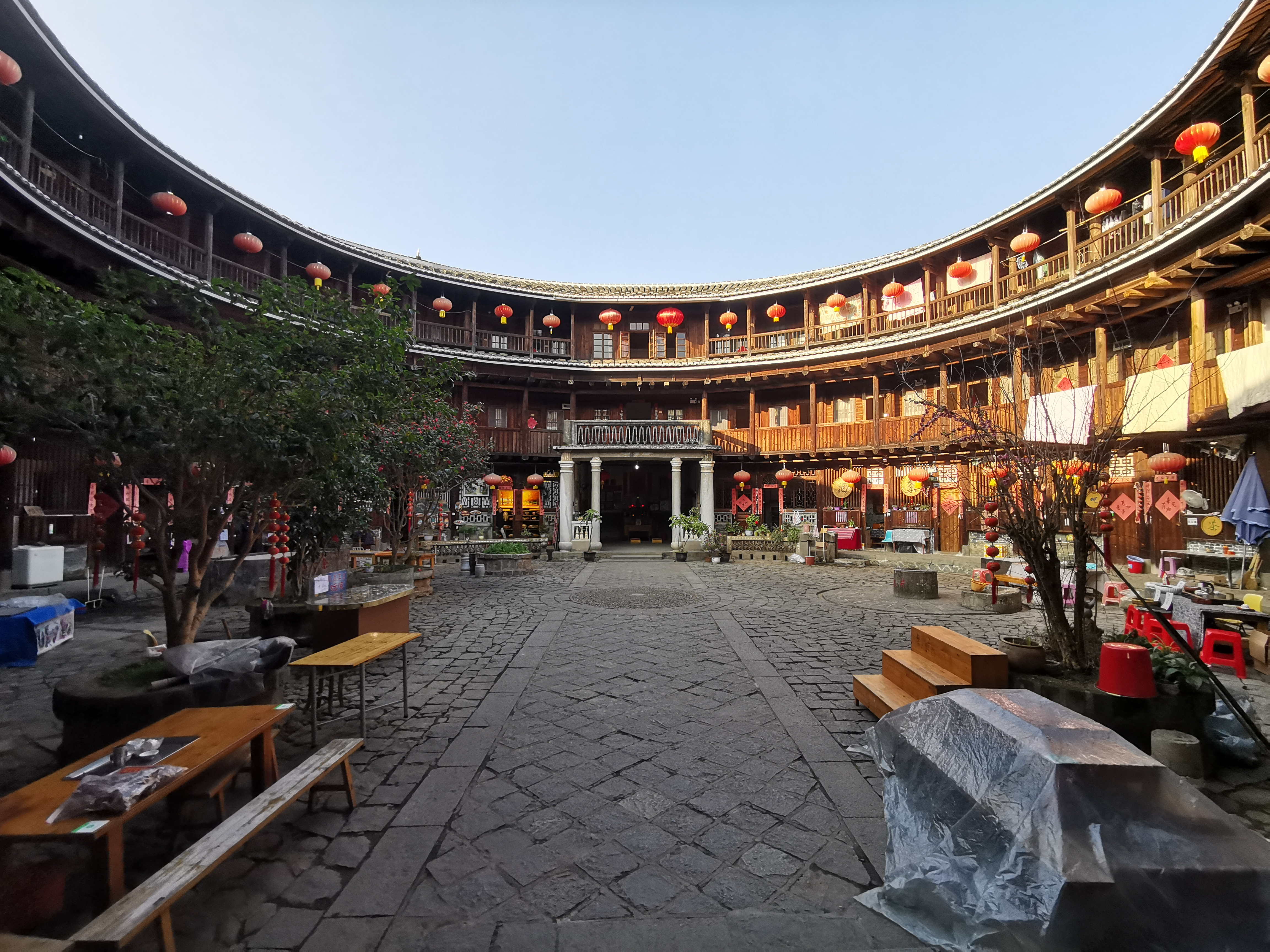
圆形围楼

圆形围楼是一种环形土楼，也有人称之为“寨”、圆楼或圆寨。呈圆形布局，气势高大宏伟，堪称世界民居奇观。圆形土楼内部结构分“通廊式”和“单元式”两种。土楼的直径由几十米至上百米不等。圆形土楼与方形土楼一样，土楼内房舍结构多为单元住房。由于其正圆形的外形和全封闭的设计，较早为世人所知。客家式圆楼可能是围龙式的客家围屋和闽南当地的福佬人的土楼结合的结果。和围龙式的客家围屋相比，圆形土楼具有更强的防御性功能。修筑圆楼需要用到质地特殊的黄土，将刚挖好的黄泥堆放三个月，经过特殊的发酵过程而行成“熟泥”，再经过数道搅拌程序，将煮至融化的糯米浆加入黑糖或蜂蜜，再倒入熟泥中一起搅动，方能作为建筑材料使用。

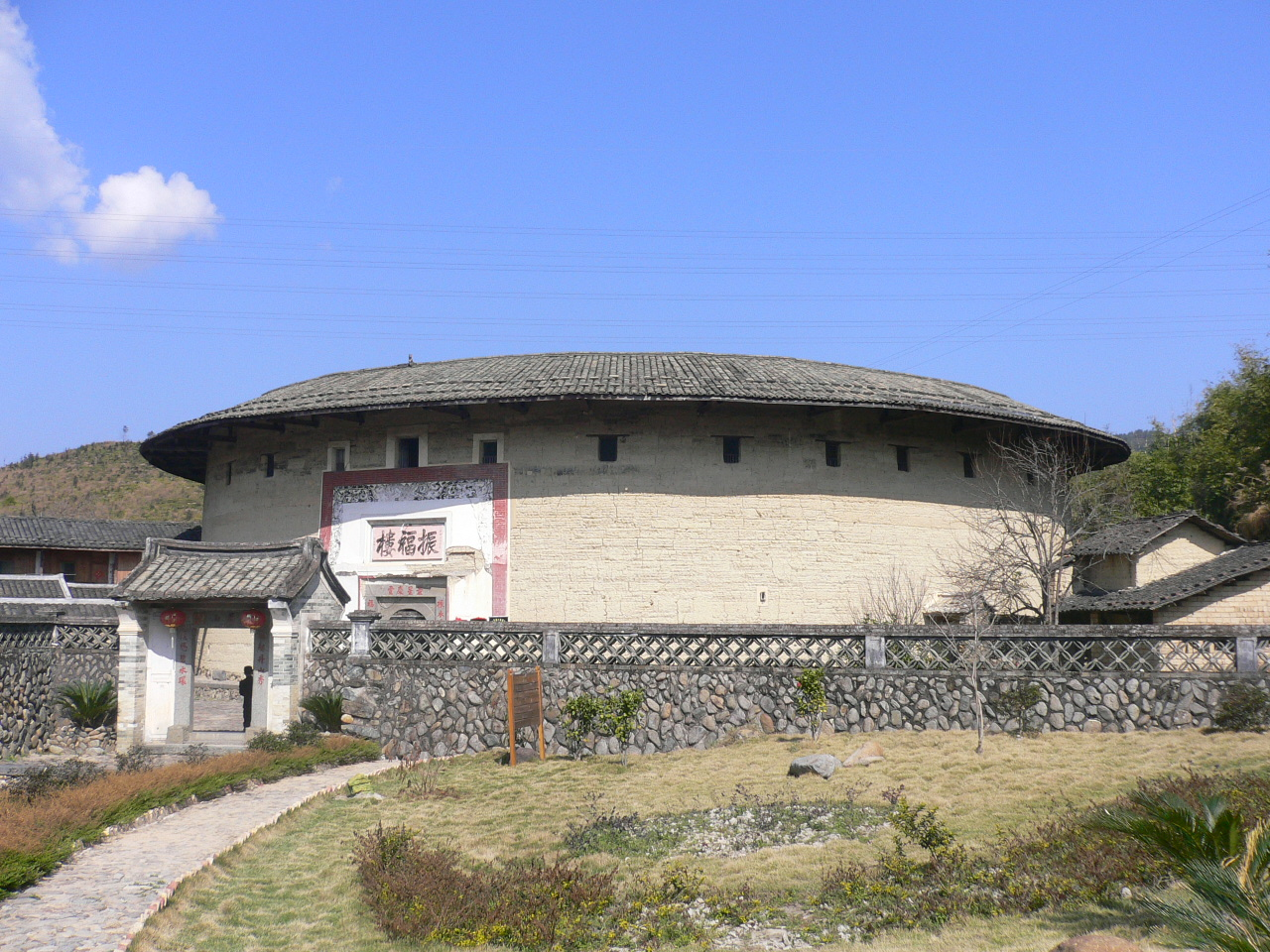
永定土楼-振福楼

这种围楼在台湾的客家人传统聚居区也有分布，自詔安来到台湾云林的诏安客可能在当地找不到合适的建材，而无法建造圆楼，只能建造ㄇ字形的房子，并连成集村的形式。
这种围楼在闽西和粤东都有分布。

### 椭圆形围屋
椭圆形围屋是将一般的围龙式围屋的前坪（本来是水塘的部分）也围起来，称为前围，从而成为一个类似于带跑道的足球场的形状。这种围屋比起围龙式围屋来也是更加强调防御性。与“闽西式”通廊房结构的圆形土楼相比，在外形上有所变化。
据深圳博物馆黄崇岳、杨耀林先生调查，共发现六座椭圆形围屋。其代表性建筑有闽西的长汀县涂坊乡的“为南堂”、潮州饶平饶洋蓝畲村的泰华楼、梅州兴宁黄陂的石氏中山公祠和罗岗刘氏恒丰楼、梅州大埔湖寮黄氏中宪第以及台中東勢的围龙屋群落。

### 杠式围楼
是客家民居中较为简单的一种民居类型，因其纵向排列，山花朝前，故称杠式围楼。又因纵列式横屋如同轿子两侧之杠杆而得名。杠式围楼最少有二杠，多至八杠。在杠式围楼中，堂屋被夹在杠与杠之间，显然放大了“杠”，缩小了“堂”并抬升了“杠”的高度。但在平面布局上，堂仍具有决定房屋整体朝向的作用，而且必须正对大门。杠式围楼在粤东的梅县、大埔分布较多，如梅县雁洋的叶剑英故居、西阳的林风眠故居、蕉岭的谢晋元故居、大埔的“拱辰楼”（即田家炳旧居）和“万卷楼”等等。:18

### 半月形围楼
外形与梅州地区兴宁市、梅县区的围龙式围屋的后围相似，有的以两个或三个半月形重叠，高二层，第一层为单元式住房，围与围之间有宽约数米至十余米不等的巷道。粤东半月形围楼多见单围，半月形内环广场中间建有二堂或三堂式的祖祠，前面照例有禾坪、池塘。亦有环内空旷的半月形围楼，空地作为晾晒东西和举行活动的空间。
半月形围楼主要分布在与闽西交界的广东大埔、饶平等地，其中饶平的饶洋、上饶、上善数量最多，梅州市梅县区东部也有零星分布。

### 四角楼和其他角楼

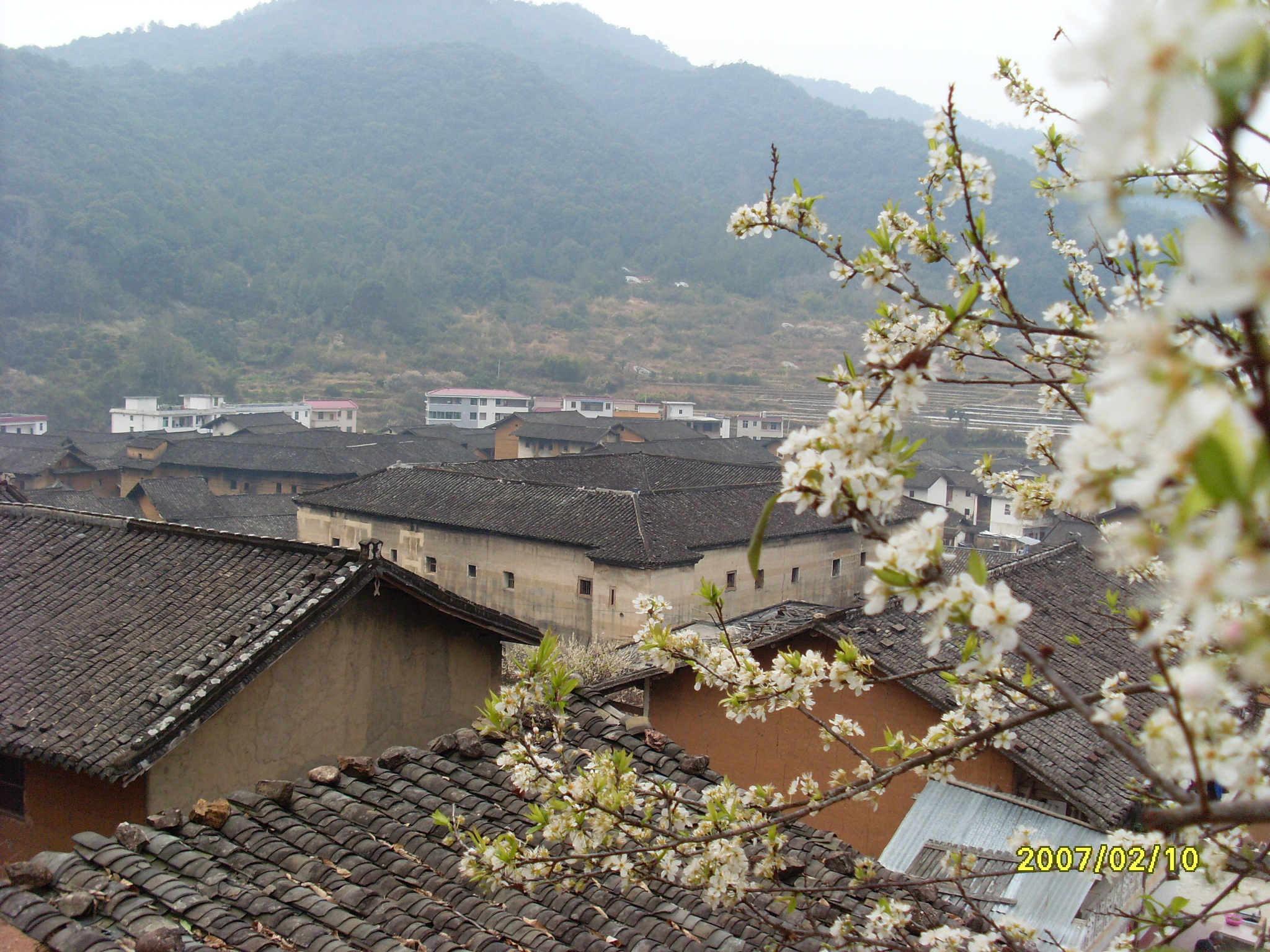
梅州蕉岭县北礤村的四角楼群

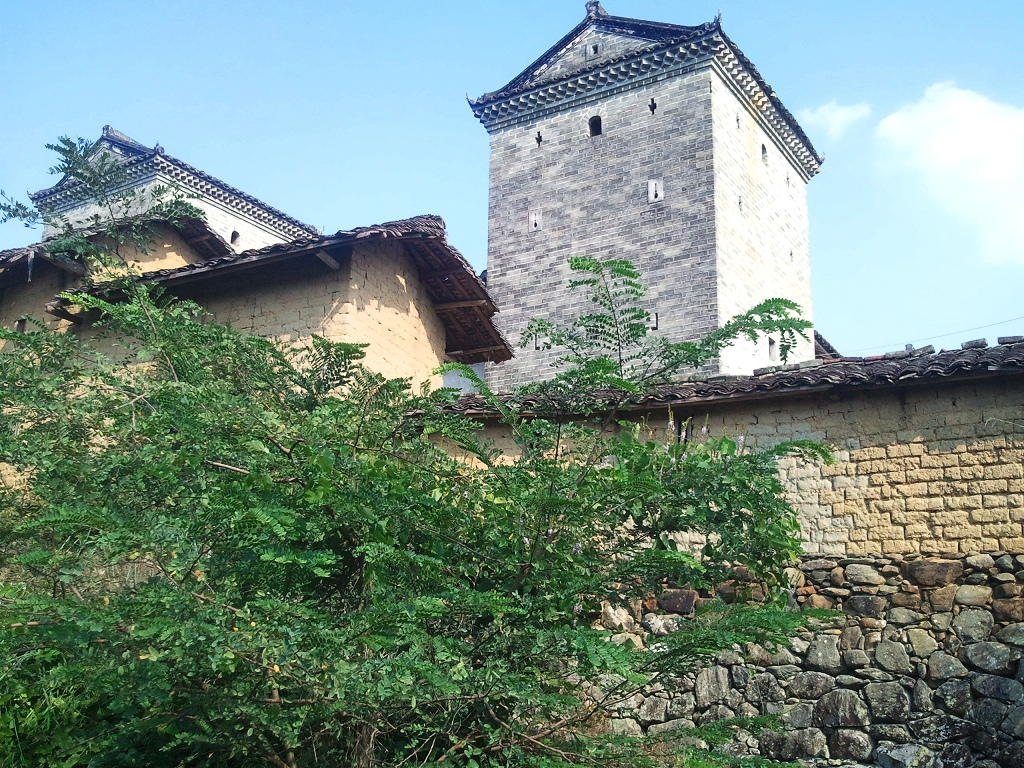
紫金县群丰村四角楼(宝安楼)外部

分布于粤东北地区的四角楼，与“闽西式”方形土楼和赣南“土围子”有着渊源传承关系，更突出防御功能。四角楼的主要形状是方形，围屋四角加建碉楼。四角楼的外形和内部结构变化多端，粤东与粤北两地又有各自的特点。

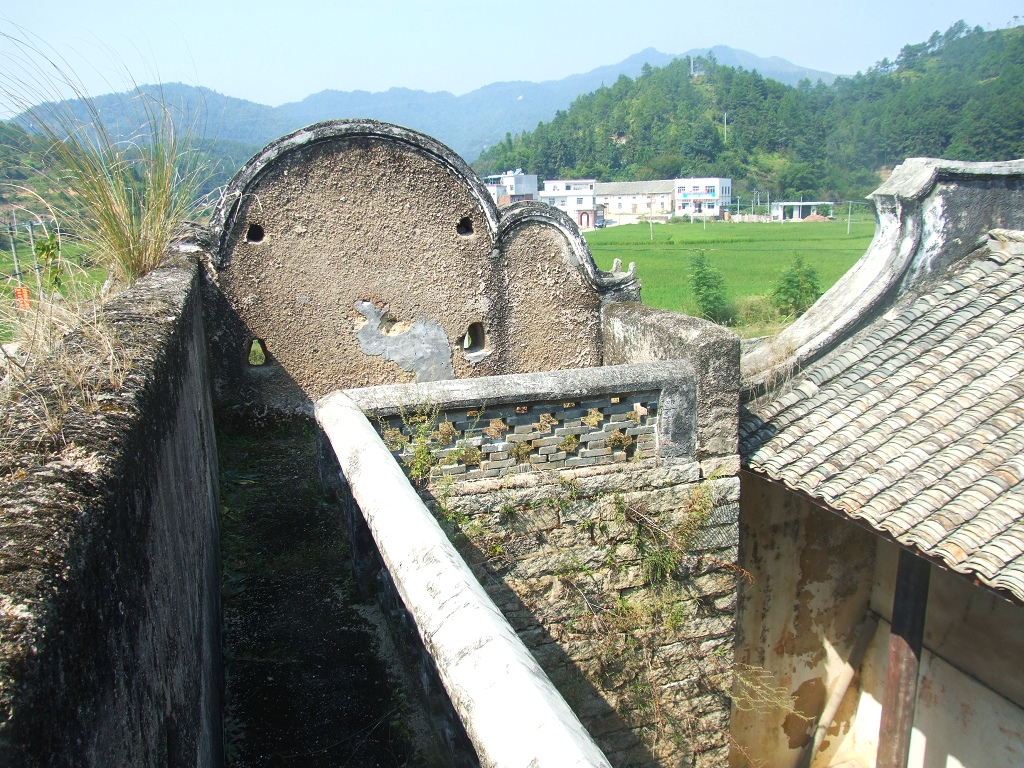
东源康禾仙坑村八角楼

粤东四角楼一般中轴为堂屋，堂数以三堂居多，左右横屋和上堂外墙相连成围，四角建高出横屋和堂屋一至二层的碉楼，碉楼凸出檐墙一米多，其内广设用以窥视外部的“望孔”和枪眼，可居高临下对房屋周围和瓦面进行监护，便于防御外敌。正面有三门，中间（堂屋）为大门（正门），左右两侧横屋为小门（侧门），门前与围龙式围屋的布局相同，都有禾坪、前护墙和半月形池塘。禾坪两边建“转斗门”。有些四角楼中间不建堂屋，以形成更大空间，四周杠屋环列，这种布局有利于防卫，如梅州兴宁市岗背村的“躲世围”，当地传说古时每逢战乱或闹匪，附近村庄的居民都会迁入该楼躲避固守。

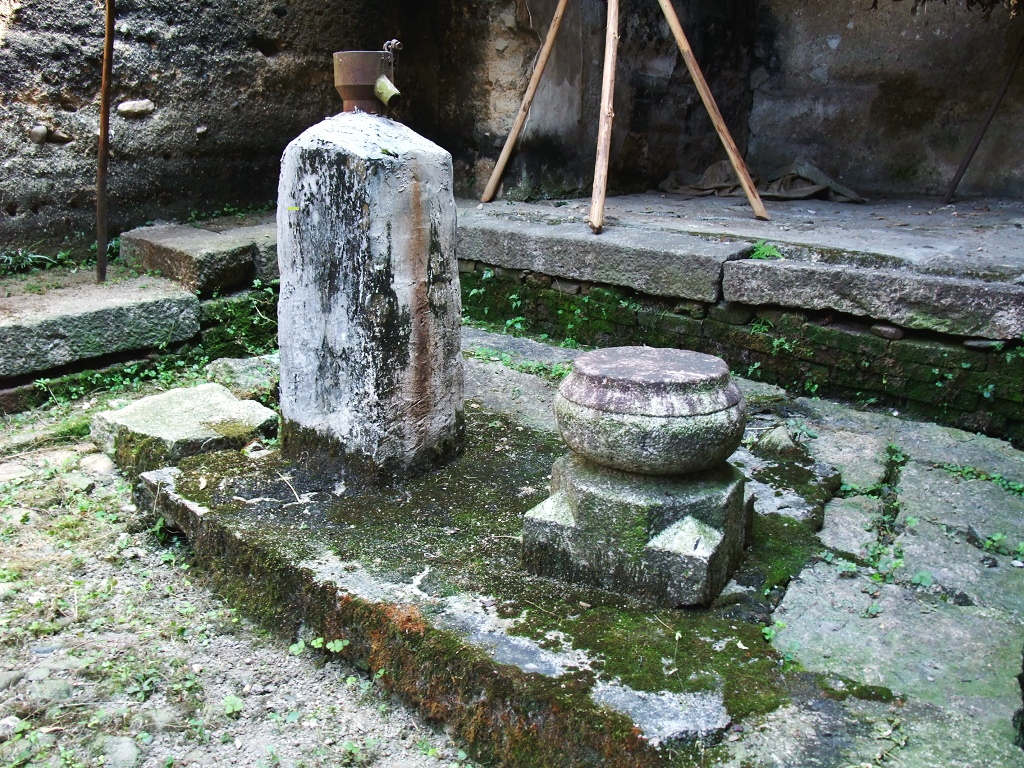
一围楼的天井下方

粤北和河源的四角楼更富于变化，除碉楼顶有呈各种锅耳状的装饰外，还有二碉楼甚至多至四碉楼、六碉楼或八碉楼的四角楼，几十年前往往还会有一个望楼者位于其中实时侦察围楼外部。
很多方形的围楼主要分布在赣南，也称为四角楼。和圆形围楼一样，四边一般有二至四层的围楼，总体形如堡垒。中间仍然保持“三堂二横”的祠堂形式，或者浓缩为一间祖祠。
四角楼既有被动防守又有主动抗击的特点。梅州境内分布有典型的四角楼建筑，并以梅州五华县、兴宁等地为多。代表性的方形围楼有关西新围和燕翼围、梅州五华县的李惠堂故居“联庆楼”、梅州兴宁罗岗村的“善述围”、叶塘村的“磐安围”和新陂村的“馨梓围”等。:16-17

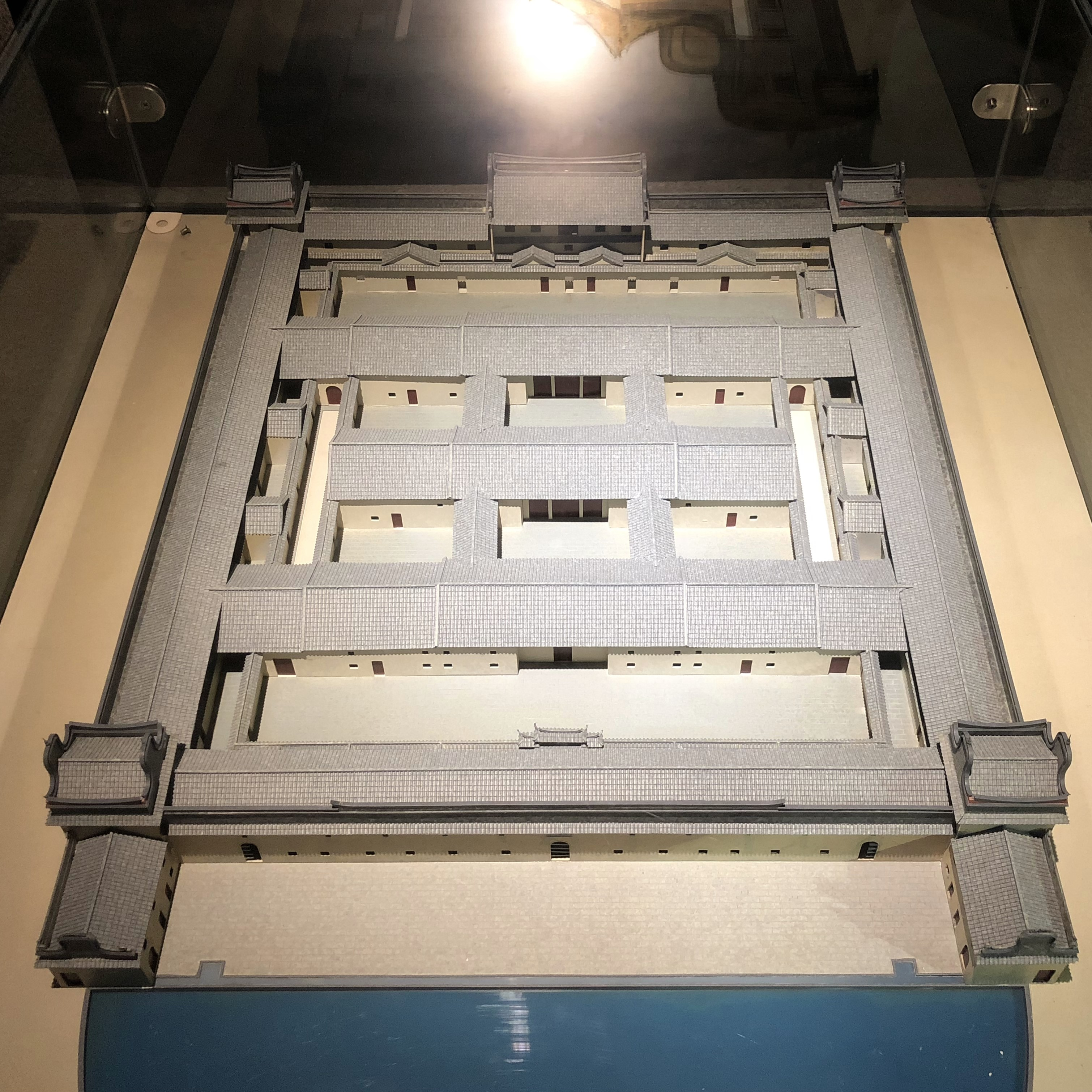
会龙楼模型

此外还有八角形围楼，是方形和圆形土楼的综合体，其建筑方法、用材和建筑结构与圆形土楼最为接近，而其施工难度要大得多。建筑这种多棱角的楼宇，就面积和实用性等方面与方形和圆形土楼相比，没有明显的优越性。这种土楼仅在广东饶平发现两座，其中一座为位于三饶南联村的“道韵楼”。

### 走马楼

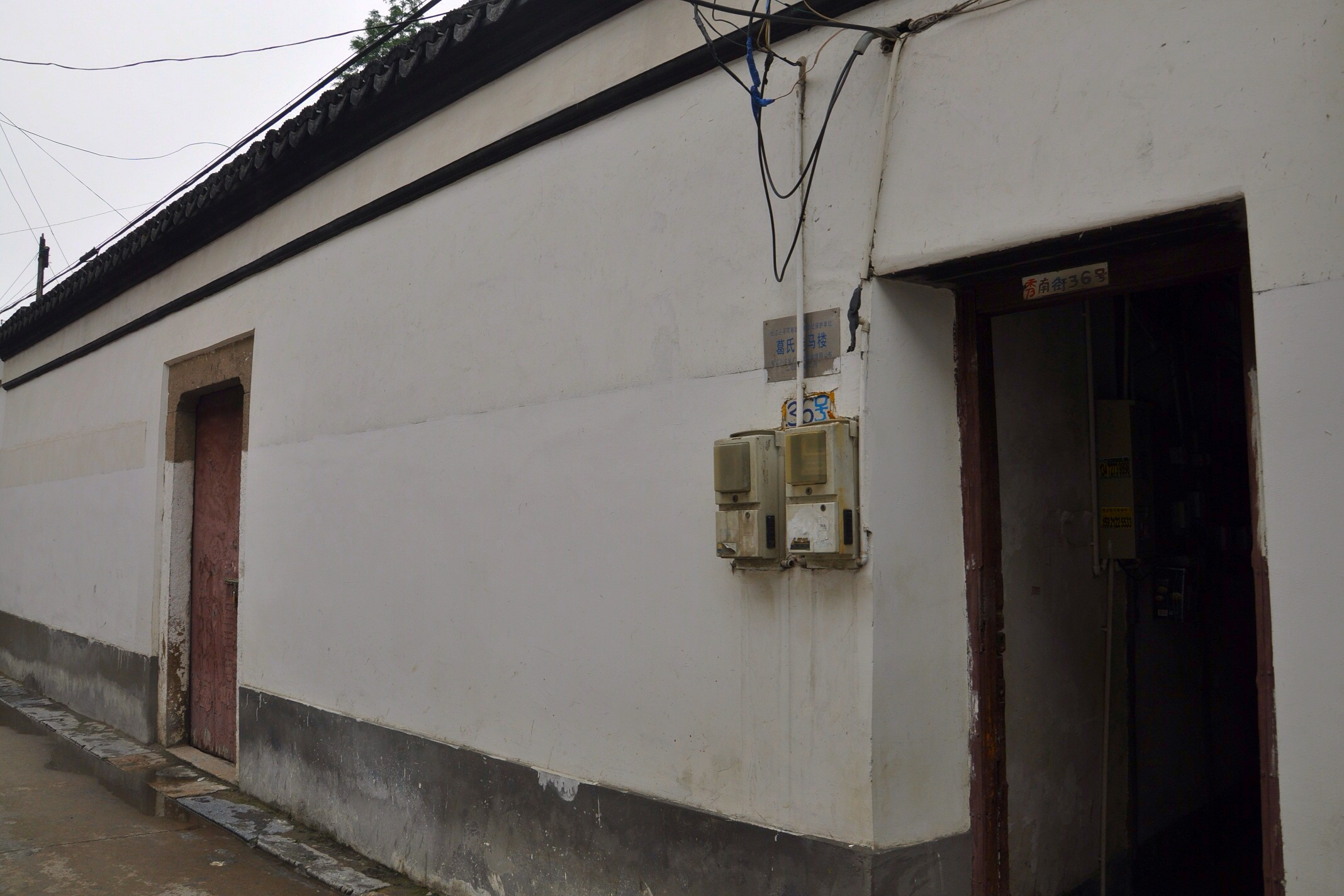
葛氏走马楼

外形呈一字形、凹形或曲尺 (工具)形。多倚山而建，分上下两层，底层为厨房、农具杂物房、畜栏和厕所等，上层为居室和仓库等。
走马楼的主要建筑特性是：在二楼外部有一条用木料建成的长廊，以适应山区潮湿和多雨的气候特点；既可防山洪和避潮，也可防盗及防野兽；能保持居住环境的干爽、卫生和通风。这种建筑既美观又实用。
其代表性建筑有梅州大埔的“衍翼楼”、兴宁坭陂的“进士第”和“福公屋”等。:16-17

### 城堡式围楼

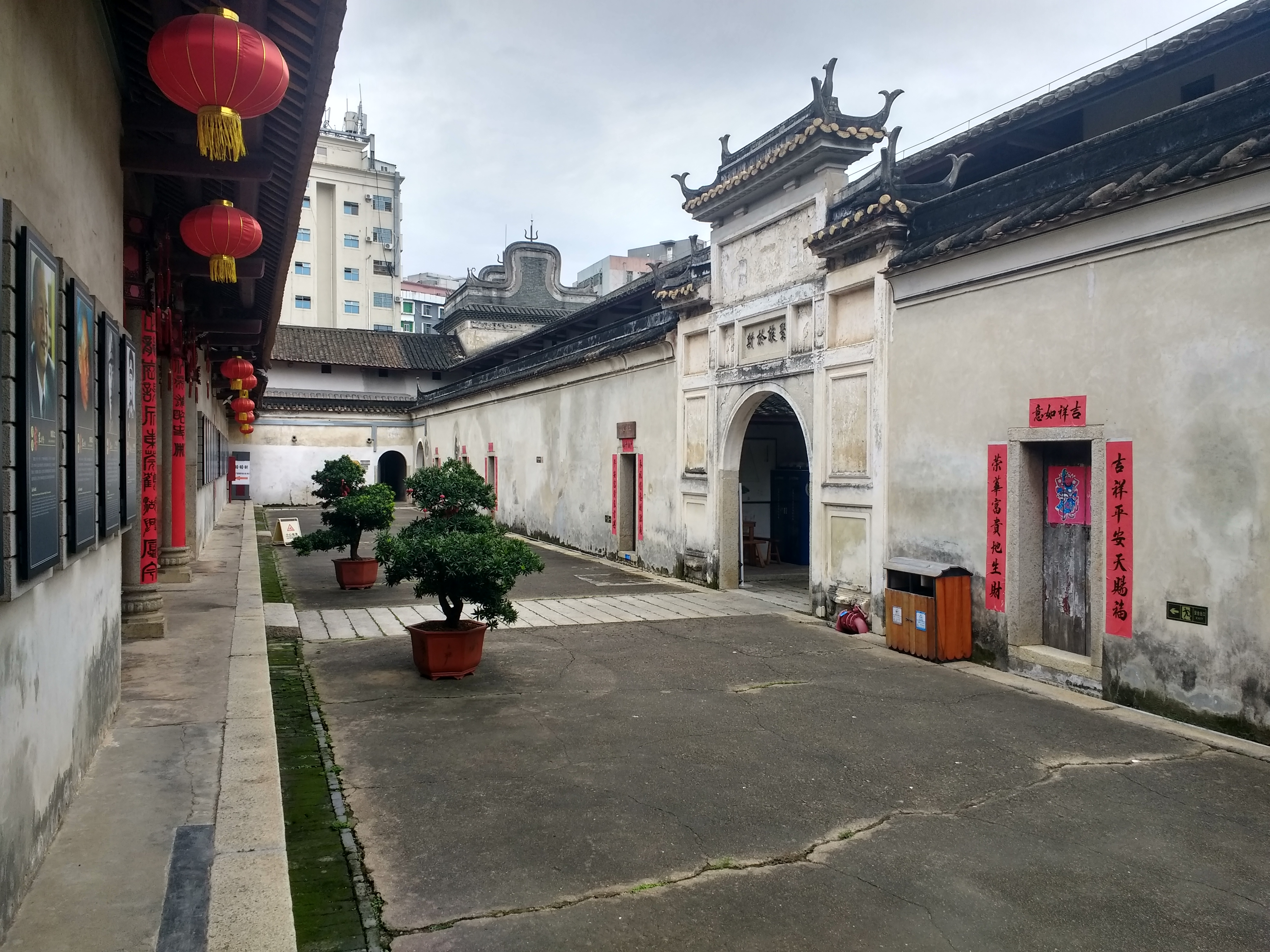
深圳客家圍屋-鶴湖新居

这种围楼外墙用“三合土”夯筑或以青砖垒砌，是东江流域、深圳和香港客家的一大特色民居，是堂横式围屋、围龙式围屋和四角楼的综合体，并吸收了广府民居的优点。保留了梅州客家围屋的堂屋、横屋、禾坪、月池和斗门等主要结构，四周由二层围楼所包围。有些城堡式围楼在保留四角碉楼的基础上，在后围中央增建“望楼”，望楼是全楼的最高点。其顶层周围还建有“走马楼”。
这种围楼有较为丰富的外部装饰设计。围屋四周建有“女儿墙”，屋檐上有用青砖砌成的数层菱角牙子；二是碉楼和望楼的顶端两侧（山花）大都做成“锅耳”状，并有“挑头”装饰。围楼四周（前排称倒座）是二层或三层高的单元式住房，内低外高，通常有一厅、二房、一天井和二廊。堂屋和横屋多为二层高的单元式房间。进入大门穿过门厅为天街，天街将围楼与堂屋、横屋隔开。有些大门内建仿牌坊式建筑，上有灰塑图案和石刻。

### 五凤楼
此类民居建筑形式几乎失传，只在客家人最早的聚居地，如赣南和闽西地区存留下来。五凤楼属堂横式围屋的一种，通常沿着山坡地势而建，呈阶梯式的建筑结构。其主要特点是：以中轴线上的敞厅堂、敞廊和天井构成三位一体的“厅井”空间，左右有平衡对称的厢房。中轴和横屋部分均以“四架三间”为基本构图，横屋偶数对称。由于整体结构高低有序，屋顶瓦面层层错落，成叠式瓦面，一般为五叠，一层层的瓦顶瓦檐有如五凤展翅，故名“五凤楼”。五凤楼整体构型高低呼应、左右对称，从建筑后部观察，整座楼宇前低后高，突出中轴，堂屋高横屋低，厢楼部分突起，形同笔架，故又名“笔架楼”。代表性的建筑有福建永定区 (龙岩市)的“福裕楼”、兴宁新陂的“刘氏五堂屋”等。
这种围楼既突出了客家民居的平面结构与特点，也保持了中原地区四合院和殿堂式结构组合特色，即厅堂、天井、天街、禾坪和池塘等配套成为一体，既完整，又实用。:17

### 中西合璧式
是具有特殊风格的客家侨乡民居建筑形式的一种，属于混合型民居建筑。拥有客家传统的房屋结构，并结合了西洋的建筑艺术风格。
中西合璧式围楼的建筑出现年代较晚，最早出现于晚清，但大都是20世纪二三十年代后的产物。漂泊海外的客家游子们在国外经商致富，不忘故土，眷恋民族的传统生活，荣归故里后即常建造此类房屋。他们受到南洋及西洋文化思想的影响，基于传统围龙屋或堂横屋的平面布局，作局部略微改动后设计建造。如有些屋式将弧形的围龙和花头部分变成了长条形或直线形，横置如枕，当地人称“枕头屋”或“火船屋”等。其门窗、厅堂加之西式装修，尤其是增设阳台的做法，使古老深沉的传统建筑焕发出清新的气息。
代表性建筑有梅县的“南华又庐”、“万秋楼”、联芳楼、大埔百侯的“肇庆堂”和“海源楼”（又称“中西合璧屋”）等。:18

### 围村
顾名思义，围村是由围楼或石砌围墙围拢起来的村庄，故有人称之为“寨”。围村四周石墙高垒，固若金汤，显然是出于防御的需要。
围村主要分布在客家人与广府人的临界点或杂处地。在粤北、深圳和香港地区有较多的围村。分布于深圳的客家围村，主要特点是横纵成行成列的房屋，四周被围楼或围墙包围，平面呈方形，四角设碉楼。围内的住房多为单元房，有斗廊式或“大齐头”（一厅一房）等户型。其中单姓围村在中轴线上设祠堂，而多姓围村则各姓家族中均设有祠堂。客家人围村与广府人围村的主要区别之一在于前者大门口有禾坪和池塘。
围村有的呈方形，有的呈不规则的圆形。围内房屋有的排列有序，有的相对凌乱。此外，围村内的住房形式多样，有单间式的，也有堂横屋和单元式的。
梅州丰顺县 有一个“建桥围村”，四面环水，围内是一座座独立的堂横屋。

## 创新
代代客家先民根据居住的地理条件和风水等因素，创造出了各式各样的围龙屋，而自围龙屋诞生以来，客家人就一直在围龙上尝试着创新变化，这些创新，派生出了围龙屋的新支系，例如有形如牛角的“牛角屋”、形状位置和传统围龙屋相反的“反围龙”以及只由横屋和天街组成枕头状的方形“枕头屋”等。这些经过创新的围龙屋，非但没有破坏传统围龙屋的古典韵味，反而注入了新元素，使围龙屋更具不同于传统的个性。
代表性的牛角屋有梅县白宫镇良美村的“丘氏大夫第”，反围龙有梅县雁洋镇桥溪村的“善庆楼”、梅县丙村镇横石村的“上温屋”，枕头屋的代表有梅县程江镇的“济济楼”等。:28

## 现状
由于生活条件提高、交通和经济进步等原因，愿意居住在围龙屋的客家人已经渐渐减少，新建的房屋样式也不再是这种形式。大部分围龙屋的保存状况令人担忧。九十年代后，中国大陆大部分相关的地方政府开始重视起围龙屋作为文化遗产的价值，开始进行保护和维修。围龙屋作为客家的特色民居，也渐渐被开发为旅游资源，以吸引游客。

### 電視電影
2020年客家話喜劇電影《圍屋喜事》講述圍龍屋裡的客家人住進了商品房，一對老夫婦與來徵地的地產商角力的故事。

## 備注
1. ↑  正屋厅的两边各建一个正间与厅合成三间，上下对称，叫上三下三；上五下五是正厅的两侧各设两个正间，与厅合成五间，为上五下五；正厅的左右各建三个正间，与厅合成七间，叫上七下七
2. ↑  中山公祠和中宪第的外形虽呈椭圆形（中山公祠为“螃蟹形”），但其用材、建筑结构与“闽西式”圆形土楼有很大的差异，平面布局与围龙式围屋比较接近
3. ↑  杠式围楼与围龙式围屋在建造原则上有所不同。围龙式围屋是先建堂屋，后建横屋和围龙，随着家族的兴旺不断向外扩建更多的“围”。而杠式屋的建筑原则是根据经济条件，首先建造最简单、实用的杠屋，留出空间待经济条件许可后再建造祖堂
4. ↑  五凤楼与围龙式围屋的主要区别在于五风楼后面不带花胎和围龙
5. ↑  梅县善庆楼是中国唯一一座保存完好的反围龙结构的围屋